# Union démocrate libérale
L'Union démocrate libérale (UDL) était un parti politique conservateur sud-coréen de centre-droit, principalement implanté dans la région de Chungcheong.  
N'ayant remporté que 4 sièges aux élections législatives d'avril 2004, son président Kim Jong-pil a annoncé son retrait de la vie politique. 
La plupart des parlementaires de l'UDL ont alors décidé de former un nouveau parti, le Parti du peuple d'abord (PPA). Seul le député Kim Hak-won, alors président du Parti, a refusé de rejoindre le PPA avant d'annoncer que l'UDL rejoignait le principal parti de l'opposition conservatrice, le Grand parti national, le 20 février 2006.

## Résultats

### Élections législatives
| Année | Voix      | %     | Rang | Élus     |
| ----- | --------- | ----- | ---- | -------- |
| 1996  | 3 178 474 | 16,17 | 3e   | 50 / 299 |
| 2000  | 1 859 331 | 9,84  | 3e   | 17 / 273 |
| 2004  | 569 083   | 2,67  | 3e   | 4 / 299  |